# Hugh
Hugh /juː/ ist ein englischer Vorname.

## Herkunft und Bedeutung
Der Name ist französischer Abstammung: Hugues (auch altfranzösisch Hue), mit der pikardischen Schreibweise -gh- für -gu- im allgemeinen Französischen. Dieser wiederum ist germanischen Ursprungs und mit dem deutschen Vornamen Hugo verwandt. Die Bedeutung des Namens ist „Verstand“, „denkender Geist“.
Daneben wird Hugh auch als Anglisierung des irischen Namens Aodh verwendet, obwohl er mit diesem etymologisch nicht verwandt ist.

## Namensträger

### Historische Zeit
- Hugh of Montgomery, Graf von Shrewsbury († 1098)
- Hugh d’Avranches, 1. Earl of Chester († 1101)
- Hugh Bigod, 1. Earl of Norfolk, Graf von Norfolk (1095–1177)
- Hugh de Kevelioc, 3. Earl of Chester (1147–1181)
- Hugh de Lacy, 1. Earl of Ulster (1176–1242)
- Hugh le Despenser, 1. Baron le Despenser († 1265) (um 1223–1265)
- Hugh le Despenser, 1. Earl of Winchester (1261–1326)
- Hugh le Despenser (1286–1326), Höfling und Politiker
- Hugh le Despenser, 1. Baron le Despenser († 1349) (um 1308–1349)

### Vorname

#### A
- Hugh Abernethy (Adliger) († 1291/1292), schottischer Adliger
- Hugh Abernethy (Snookerspieler) (* 1967), schottischer Snookerspieler
- Hugh Allen (1869–1946), britischer Organist, Dirigent und Musikpädagoge
- Hugh Anderson (Rennfahrer) (* 1936), neuseeländischer Motorradrennfahrer
- Hugh C. Anderson (1851–1915), US-amerikanischer Politiker
- Hugh J. Anderson (1801–1881), US-amerikanischer Politiker

#### B
- Hugh Bigod, 1. Earl of Norfolk (vor 1107–1176/1177), englischer Magnat
- Hugh Bigod, 3. Earl of Norfolk († 1225), englischer Magnat
- Hugh Bigod (Justiciar) (um 1220–1266), Justiciar von England
- Hugh Bonneville (* 1963), britischer Schauspieler
- Hugh Blair (1718–1800), schottischer Geistlicher, Schriftsteller und Rhetoriker

#### C
- Hugh Charles Clifford (1866–1941), britischer Kolonialgouverneur
- Hugh Cholmondeley, 1. Earl of Cholmondeley (1662–1725), englischer Adliger und Politiker
- Hugh Cholmondeley, 2. Baron Delamere (1811–1887), britischer Adliger und Politiker
- Hugh Cholmondeley, 3. Baron Delamere (1870–1931), britischer Adliger und Kolonist
- Hugh Cornwell (* 1949), britischer Musiker
- Hugh de Courtenay, 1. Earl of Devon († 1340), englischer Adliger
- Hugh Courtenay († 1348) († 1348), englischer Ritter
- Hugh Courtenay, 18. Earl of Devon (1942–2015), britischer Peer
- Hugh Cross (Sänger) (1904–1970), US-amerikanischer Country-Sänger
- Hugh Cross (Schauspieler) (1925–1989), britischer Schauspieler
- Hugh W. Cross (1896–1972), US-amerikanischer Politiker

#### D
- Hugh Dancy (* 1975), britischer Schauspieler
- Hugh Dennis (* 1962), britischer Komiker, Schauspieler, Imitator, Moderator und Autor
- Hugh Welch Diamond (1809–1886), britischer Psychiater und Fotograf
- Hugh Dillon (* 1963), kanadischer Schauspieler, Musiker und Musikproduzent
- Hugh Douglas of Douglas († 1289), schottischer Adliger
- Hugh Douglas of Douglas († 1347), schottischer Adliger
- Hugh Douglas, 1. Earl of Ormond, schottischer Adliger
- Hugo Sholto Oskar Georg von Douglas (1837–1912), deutscher Industrieller
- Hugh Douglas (Footballspieler) (* 1971), US-amerikanischer American-Football-Spieler

#### E
- Hugh Evans (Schiedsrichter) (1940–2022), US-amerikanischer Basketballschiedsrichter und -spieler
- Hugh Evans (Schriftsteller) (1854–1934), walisischer Autor und Verleger
- Hugh Evans (Humanist) (* 1983), australischer Humanist

#### F
- Hugh Flack (1903–1986), nordirischer Fußballspieler
- Hugh Fraser (Politiker) (1918–1984), konservativer Politiker
- Hugh Fraser (Schauspieler) (* 1945), britischer Schauspieler
- Hugh Fraser (Leichtathlet) (* 1952), kanadischer Sprinter
- Hugh Fraser (Musiker) (1958–2020), kanadischer Jazzmusiker und Komponist

#### G
- Hugh Garner (1913–1979), kanadischer Schriftsteller
- Hugh Glass (ca. 1783; ca. 1833), US-amerikanischer Trapper
- Hugh Graham, 1. Baron Atholstan (1848–1938), kanadischer Verleger
- Hugh Graham (Eiskunstläufer), US-amerikanischer Eiskunstläufer
- Hugh Graham (Reiter) (* 1949), kanadischer Springreiter
- Hugh Davis Graham (1937–2002), US-amerikanischer Historiker und Soziologe
- Hugh Grant (* 1960), britischer Schauspieler
- Hugh Greene (1910–1987), britischer Journalist
- Hugh Griffith (1912–1980), walisischer Theater- und Filmschauspieler
- Hugh Grosvenor, 1. Duke of Westminster (1825–1899), britischer Aristokrat, Politiker und Pferdezüchter
- Hugh Grosvenor, 2. Duke of Westminster (1879–1953), britischer Aristokrat und Motorbootsportler
- Hugh Grosvenor, 7. Duke of Westminster (* 1991), britischer Großgrundbesitzer

#### H
- Hugh Hamilton (Eishockeyspieler) (* 1977), kanadischer Eishockeyspieler
- Hugh Caulfield Hamilton (1905–1934), nordirischer Autorennfahrer
- Hugh Douglas Hamilton (um 1740–1808), irischer Maler
- Hugh Hastings († 1347) (um 1310–1347), englischer Ritter
- Hugh Hastings († 1488) (1437–1488), englischer Ritter, de jure 10. Baron Hastings
- Hugh Hefner (1926–2017), US-amerikanischer Verleger
- Hugh Hopper (1945–2009), britischer Bassist und Komponist
- Hugh Howey (* 1975), US-amerikanischer Science-Fiction-Schriftsteller

#### I
- Hugh Iltis (1925–2016), tschechisch-US-amerikanischer Botaniker

#### J
- Hugh Jackman (* 1968), australischer Schauspieler
- Hugh Jenkins, Baron Jenkins of Putney (1908–2004), britischer Politiker und Gewerkschafter
- Hugh S. Jenkins (1903–1976), US-amerikanischer Jurist und Politiker
- Hugh Jones (Gewichtheber) (Richard Hugh Jones; 1930–1965), neuseeländischer Gewichtheber
- Hugh Jones (Leichtathlet) (* 1955), britischer Marathonläufer
- Hugh Jones (Produzent), britischer Toningenieur und Musikproduzent
- Hugh Jones (Tennisspieler) (1880–1960), US-amerikanischer Tennisspieler
- Hugh Lloyd-Jones (1922–2009), britischer Altphilologe

#### K
- Hugh Keays-Byrne (1947–2020), australischer Schauspieler
- Hugh Kennedy (Jurist) (1879–1936), irischer Jurist, Richter und Politiker
- Hugh Alexander Kennedy (1809–1878), britischer Schachspieler
- Hugh N. Kennedy (* 1947), Arabist und Hochschullehrer

#### L
- Hugh Laurie (* 1959), britischer Schauspieler
- Hugh Leonard (1926–2009), irischer Dramatiker und Journalist
- Hugh Lloyd (Pädagoge) (1546–1601), walisischer Geistlicher und Pädagoge
- Hugh Lloyd (Bischof) (1586/1589–1667), walisischer Geistlicher, Bischof von Llandaff
- Hugh Lloyd-Jones (1922–2009), US-amerikanischer Altphilologe
- Hugh Pughe Lloyd (1894–1981), britischer Offizier der Luftstreitkräfte

#### M
- Hugh Marlowe (1911–1982), US-amerikanischer Schauspieler und Radiomoderator
- Hugh Masekela (1939–2018), südafrikanischer Musiker
- Hugh May (1621–1684), englischer Architekt
- Hugh McElhenny (1928–2022), US-amerikanischer American-Football-Spieler
- Hugh McLean (Organist) (1930–2017), kanadischer Organist und Pianist
- Hugh McLean (Schauspieler) (* 1930), US-amerikanischer Schauspieler
- Hugh McQueen (Politiker) (ca. 1800–1855), US-amerikanischer Politiker
- Hugh McQueen (Fußballspieler) (1867–1944), schottischer Fußballspieler
- Hugh Miller (Geologe) (1802–1856), schottischer Geologe, Schriftsteller und Erzählforscher
- Hugh Thomas Miller (1867–1947), US-amerikanischer Politiker (Indiana)
- Hugh Mitchell (Footballspieler) (1890–1967), US-amerikanischer Footballspieler und -trainer
- Hugh Mitchell (Politiker) (1907–1996), US-amerikanischer Politiker (Demokratische Partei)
- Hugh Mitchell (Australian-Rules-Footballspieler) (* 1934), Australian-Rules-Footballspieler und -trainer
- Hugh Mitchell (Schauspieler) (* 1989), britischer Schauspieler
- Hugh Montefiore (Bischof) (geb. Hugh William Sebag-Montefiore; 1920–2005), britischer Geistlicher, Bischof von Birmingham
- Hugh Sebag-Montefiore (* 1955), britischer Historiker, Journalist und Autor
- Hugh Montgomery, 1. Viscount Montgomery (um 1560–1636), irischer Adliger schottischer Herkunft
- Hugh Montgomery, 2. Viscount Montgomery (1597–1642), irischer Adliger
- Hugh Montgomery, 1. Earl of Mount Alexander (um 1623–1663), irischer Adliger
- Hugh Montgomery, 2. Earl of Mount Alexander (1651–1717), irischer Adliger
- Hugh Montgomery, 4. Earl of Mount Alexander (um 1680–1745), irischer Adliger und Politiker
- Hugh Montgomery (Politiker, 1858) (1858–1926), kanadischer Politiker
- Hugh Montgomery (Diplomat, 1895) (1895–1971), britischer Diplomat und römisch-katholischer Priester
- Hugh Montgomery (Diplomat, 1923) (* 1923), US-amerikanischer Diplomat
- Hugh Montgomery (Mathematiker) (* 1944), US-amerikanischer Mathematiker
- Hugh Montgomery (Physiker) (Hugh Elliot Montgomery; * 1948), britischer Physiker
- Hugh de Fellenberg Montgomery (1844–1924), nordirischer Großgrundbesitzer und Politiker
- Hugh John Montgomery (1876–1956), kanadischer Politiker
- Hugh John Montgomery, Geburtsname von Hugh Montgomery-Massingberd (1946–2007) britischer Journalist und Genealoge
- Hugh Maude de Fellenberg Montgomery (1870–1954), britischer Armeegeneral

#### N
- Hugh Nelson (Politiker, 1768) (1768–1836), US-amerikanischer Politiker (Virginia)
- Hugh Nelson (Politiker, 1830) (1830–1893), kanadischer Politiker (Liberal-konservative Partei)
- Hugh Nelson (Politiker, 1835) (1835–1906), australischer Politiker
- Hugh Nelson (Bischof) (* 1972), britischer anglikanischer Bischof

#### O
- Hugh O’Brian (1925–2016), US-amerikanischer Schauspieler
- Hugh O’Donnell, 2. Earl of Tyrconnell (1606–1642), Titularkönig von Tyrconnell
- Hugh O’Donnell (Fußballspieler) (1913–1965), schottischer Fußballspieler
- Hugh O’Donnell (Künstler) (* 1950), englischer Maler
- Hugh O’Donnell (Politiker) (* 1952), schottischer Politiker
- Hugh Roe O’Donnell (1572–1602), Prinz von Tyrconnell
- Hugh O’Flaherty (1898–1963), irischer Priester und Widerstandskämpfer
- Hugh Orr (Cricketspieler) (1878–1946), australisch-englischer Cricketspieler
- Hugh Orr (Flötist) (* 1932), kanadischer Flötist, Musikpädagoge und Instrumentenbauer

- Hugh Owen (Cricketspieler) (1859–1912), englischer Cricketspieler
- Hugh Gwyn Owen (1933–2022), britischer Paläontologe und Geophysiker

#### P
- Hugh Palliser (1722–1796), britischer Offizier der Royal Navy
- Hugh Percy, 1. Duke of Northumberland (um 1714–1786), britischer Adliger und Kunstmäzen
- Hugh Percy, 2. Duke of Northumberland (1742–1817), britischer Adliger und General
- Hugh Percy (Bischof) (1784–1856), britischer Geistlicher, Bischof von Carlisle
- Hugh Percy, 3. Duke of Northumberland (1785–1847), britischer Adliger und Politiker
- Hugh Percy, 10. Duke of Northumberland (1914–1988), britischer Adliger und Hofbeamter
- Hugh Pollard (Geheimdienstoffizier) (1888–1966), britischer Geheimdienstoffizier
- Hugh Pollard (Schauspieler) (* 1975), britischer Schauspieler und Kameramann

#### Q
- Hugh Quarshie (* 1954), britischer Schauspieler
- Hugh Quennec (* 1965), kanadischer Sportfunktionär

#### R
- Hugh Reinagle (Cellist) (1758/1759–1785), britischer Cellist und Komponist
- Hugh Reinagle (Maler) (1790–1834), US-amerikanischer Maler
- Hugh Rose, 1. Baron Strathnairn (1801–1885), britischer Feldmarschall
- Hugh James Rose (1795–1838), britischer Theologe

#### S
- Hugh Scott (Entomologe) (1885–1960), britischer Entomologe
- Hugh Scott (Politiker) (1900–1994), US-amerikanischer Politiker
- Hugh Scott (Schriftsteller, II), Schriftsteller und Illustrator
- Hugh L. Scott (1853–1934), US-amerikanischer Generalmajor
- Hugh Stowell Scott (1862–1903), britischer Schriftsteller
- Hugh Seymour, 6. Marquess of Hertford (1843–1916), britischer Politiker
- Hugh Seymour, 8. Marquess of Hertford (1930–1997), britischer Peer und Politiker
- Hugh Sinclair (1873–1939), britischer Admiral und Geheimdienstoffizier
- Hugh Skinner (* 1985), britischer Schauspieler
- Hugh Stewart, 2. Baronet (1792–1854), Tory-Politiker in Irland
- Hugh Stewart (Politiker) (1871–1956), kanadischer Politiker, Mitglied der Liberal Party
- Hugh Stewart (Offizier) (1884–1934), neuseeländischer Offizier, Historiker und Gelehrter
- Hugh Stewart (Filmproduzent) (1910–2011), britischer Filmeditor, Filmproduzent und Lehrer
- Hugh Stewart (Tennisspieler), (* 1928), US-amerikanischer Tennisspieler
- Hugh Alexander Stewart (1871–1956), kanadischer Politiker
- Hugh Fraser Stewart  (1863–1948), britischer Akademiker, Kirchenmann und Literaturkritiker

#### T
- Hugh P. Taylor (1932–2021), US-amerikanischer Geochemiker
- Hugh Page Taylor, US-amerikanischer Autor
- Hugh Stott Taylor (1890–1974), englischer Chemiker
- Hugh Thomas, Baron Thomas of Swynnerton (1931–2017), britischer Historiker und Schriftsteller
- Hugh Thompson (amerikanischer Schauspieler) (auch Hugh E. Thompson, Hugh R. Thompson; 1887–??), amerikanischer Schauspieler
- Hugh Thompson (kanadischer Schauspieler), kanadischer Schauspieler
- Hugh Thompson (Illustrator) (1860–1920), irischer Zeichner und Illustrator
- Hugh Thompson (Leichtathlet) (1914–1942), kanadischer Leichtathlet
- Hugh Thompson (Tenor) (1915–2006), US-amerikanischer Operntenor
- Hugh Thompson junior (1943–2006), US-amerikanischer Hubschrauberpilot
- Hugh Smith Thompson (1836–1904), US-amerikanischer Politiker (South Carolina)

#### W
- Hugh Walker (Literaturwissenschaftler) (1855–1939), schottischer Professor für englische Literatur
- Hugh Walker (Hockeyspieler) (1888–1958), schottischer Hockeyspieler, Dritter bei den Olympischen Spielen 1908
- Hugh Walker (* 1941), österreichischer Schriftsteller, siehe Hubert Straßl
- Hugh Walker (Schlagzeuger) (1942–2008), amerikanischer Jazz-Schlagzeuger
- Hugh Wheeler (Offizier) (1789–1857), britischer Offizier
- Hugh Callingham Wheeler (1912–1987), US-amerikanischer Schriftsteller, Mitglied des Autorenduos Patrick Quentin
- Hugh White (Politiker) (1798–1870), US-amerikanischer Politiker (New York)
- Hugh White, Pseudonym von Hugo Blanco Galiasso (* 1937), argentinischer Schauspieler
- Hugh L. White (Hugh Lawson White; 1881–1965), US-amerikanischer Politiker (Mississippi)
- Hugh Lawson White (1773–1840), US-amerikanischer Politiker (Tennessee)
- Hugh Williams, Pseudonym von Wilhelm Grosz (1894–1939), österreichischer Pianist und Komponist
- Hugh Williams (Schauspieler) (1904–1969), englischer Schauspieler und Autor
- Hugh C. Williams (* 1943), kanadischer Mathematiker
- Hugh William Williams (1773–1829), schottischer Maler
- Hugh Wilson (Fußballspieler) (1859–1946), schottischer Fußballspieler
- Hugh Wilson (1943–2018), US-amerikanischer Drehbuchautor und Regisseur
- Hugh Wilson (Botaniker) (* 1945), neuseeländischer Botaniker
- Hugh Robert Wilson (1885–1946), US-amerikanischer Diplomat

#### Y
- Hugh Young (1870–1945), US-amerikanischer Urologe und Chirurg

#### Z
- Hugh Zachary (1928–2016), US-amerikanischer Autor

### Mittelname
- Brian Hugh Warner, eigentlicher Name von Marilyn Manson (* 1969), US-amerikanischer Sänger und Künstler
- Daniel Hugh Kelly (* 1952), US-amerikanischer Schauspieler
- Wystan Hugh Auden (1907–1973), britisch-amerikanischer Schriftsteller, siehe W. H. Auden

### Familienname
- Maurice Hugh-Sam (* 1955), jamaikanischer Radrennfahrer

## Sonstiges
Hugh ist eine Schreibvariante des als indianertypisch geltenden Ausrufs Howgh.